# Greatest Hits – Chapter One
Albums de Backstreet Boys
Black & Blue
(2000) Never Gone
(2005)
Singles
1. Drowning
Sortie : 16 octobre 2001

Greatest Hits – Chapter One (intitulée The Hits – Chapter One aux États-Unis) est la première compilation des plus grands succès du boys band américain Backstreet Boys, sortie en octobre–novembre 2001 (selon le site officiel du groupe, le 23 octobre 2001). Elle contient également une nouvelle chanson, Drowning, qui a été publiée en single un peu plus tôt.
L'album a débuté à la 5e place du hit-parade britannique (pour la semaine du 4 au 10 novembre 2001) et à la 4e place du classement des albums du magazine américain Billboard, le Billboard 200 (pour la semaine du 17 novembre),.

## Liste des pistes
| 1.  | I Want It That Way                               | Millennium      | 3:35 |
| 2.  | Everybody (Backstreet's Back) (Extended Version) | Backstreet Boys | 4:47 |
| 3.  | As Long as You Love Me                           | Backstreet Boys | 3:34 |
| 4.  | Show Me the Meaning of Being Lonely              | Millennium      | 3:56 |
| 5.  | Quit Playing Games (with My Heart)               | Backstreet Boys | 3:54 |
| 6.  | All I Have to Give                               | Backstreet Boys | 4:38 |
| 7.  | Larger than Life                                 | Millennium      | 3:54 |
| 8.  | I'll Never Break Your Heart                      | Backstreet Boys | 4:50 |
| 9.  | The Call                                         | Black & Blue    | 3:25 |
| 10. | Shape of My Heart                                | Black & Blue    | 3:52 |
| 11. | The One                                          | Millennium      | 3:48 |
| 12. | More than That (Radio Mix)                       | Black & Blue    | 3:43 |
| 13. | Drowning                                         | Inédit          | 4:27 |

| 1.  | I Want It That Way                               | 3:35 |
| 2.  | Everybody (Backstreet's Back) (Extended Version) | 4:47 |
| 3.  | As Long as You Love Me                           | 3:34 |
| 4.  | Show Me the Meaning of Being Lonely              | 3:56 |
| 5.  | Quit Playing Games (with My Heart)               | 3:55 |
| 6.  | We've Got It Goin' On                            | 3:41 |
| 7.  | All I Have to Give                               | 4:38 |
| 8.  | Larger than Life                                 | 4:04 |
| 9.  | I'll Never Break Your Heart                      | 4:50 |
| 10. | Get Down (You're the One for Me)                 | 3:52 |
| 11. | The Call                                         | 3:25 |
| 12. | Shape of My Heart                                | 3:52 |
| 13. | More than That                                   | 3:43 |
| 14. | Drowning                                         | 4:27 |

| 1.  | I Want It That Way                               | Millennium        | 3:35 |
| 2.  | Everybody (Backstreet's Back) (Extended Version) | Backstreet's Back | 4:47 |
| 3.  | As Long as You Love Me                           | Backstreet's Back | 3:34 |
| 4.  | Show Me the Meaning of Being Lonely              | Millennium        | 3:56 |
| 5.  | Quit Playing Games (with My Heart)               | Backstreet Boys   | 3:55 |
| 6.  | We've Got It Goin' On                            | Backstreet Boys   | 3:41 |
| 7.  | All I Have to Give                               | Backstreet's Back | 4:38 |
| 8.  | Larger than Life                                 | Millennium        | 4:04 |
| 9.  | I'll Never Break Your Heart                      | Backstreet Boys   | 4:50 |
| 10. | The Call                                         | Black & Blue      | 3:25 |
| 11. | Shape of My Heart                                | Black & Blue      | 3:52 |
| 12. | Get Down (You're the One for Me)                 | Backstreet Boys   | 3:52 |
| 13. | Anywhere for You                                 | Backstreet Boys   | 4:42 |
| 14. | The One                                          | Millennium        | 3:48 |
| 15. | More than That                                   | Black & Blue      | 3:43 |
| 16. | Drowning                                         | Inédit            | 4:27 |

| 1.  | I Want It That Way                                 | 3:35 |
| 2.  | Everybody (Backstreet's Back) (Extended Version)   | 4:47 |
| 3.  | As Long as You Love Me                             | 3:34 |
| 4.  | Show Me the Meaning of Being Lonely                | 3:56 |
| 5.  | Quit Playing Games (with My Heart)                 | 3:55 |
| 6.  | We've Got It Goin' On                              | 3:41 |
| 7.  | All I Have to Give                                 | 4:38 |
| 8.  | Larger than Life                                   | 4:04 |
| 9.  | I'll Never Break Your Heart                        | 4:50 |
| 10. | The Call                                           | 3:25 |
| 11. | Shape of My Heart                                  | 3:52 |
| 12. | Get Down (You're the One for Me)                   | 3:52 |
| 13. | Anywhere for You                                   | 4:42 |
| 14. | More than That                                     | 3:43 |
| 15. | Drowning                                           | 4:27 |
| 16. | Nunca Te Haré Llorar (I'll Never Break Your Heart) | 4:38 |

| 1.  | I Want It That Way                               | 3:35 |
| 2.  | Everybody (Backstreet's Back) (Extended Version) | 4:47 |
| 3.  | As Long as You Love Me                           | 3:34 |
| 4.  | Show Me the Meaning of Being Lonely              | 3:56 |
| 5.  | Quit Playin' Games (with My Heart)               | 3:55 |
| 6.  | We've Got It Goin' On                            | 3:41 |
| 7.  | All I Have to Give                               | 4:38 |
| 8.  | Larger than Life                                 | 4:04 |
| 9.  | I'll Never Break Your Heart                      | 4:50 |
| 10. | The Call                                         | 3:25 |
| 11. | Shape of My Heart                                | 3:52 |
| 12. | Get Down (You're the One for Me)                 | 3:52 |
| 13. | Anywhere for You                                 | 4:42 |
| 14. | More than That                                   | 3:43 |
| 15. | Drowning                                         | 4:27 |
| 16. | Non Puoi Lasciarmi Cosi                          | 3:55 |

| 1.  | I Want It That Way                     | 3:35 |
| 2.  | Everybody (Backstreet's Back)          | 3:48 |
| 3.  | As Long as You Love Me (Album Version) | 3:34 |
| 4.  | Show Me the Meaning of Being Lonely    | 3:56 |
| 5.  | Quit Playing Games (with My Heart)     | 3:54 |
| 6.  | We've Got It Goin' On                  | 3:41 |
| 7.  | All I Have to Give                     | 4:38 |
| 8.  | Larger than Life                       | 4:04 |
| 9.  | I'll Never Break Your Heart            | 4:50 |
| 10. | The Call                               | 3:25 |
| 11. | Shape of My Heart                      | 3:52 |
| 12. | Get Down (You're the One for Me)       | 3:52 |
| 13. | Anywhere for You                       | 4:42 |
| 14. | More than That                         | 3:43 |
| 15. | Drowning                               | 4:27 |

| 1.  | I Want It That Way                     | 3:35 |
| 2.  | Everybody (Backstreet's Back)          | 3:44 |
| 3.  | As Long as You Love Me (Radio Version) | 3:40 |
| 4.  | Show Me the Meaning of Being Lonely    | 3:56 |
| 5.  | Quit Playing Games (with My Heart)     | 3:54 |
| 6.  | We've Got It Goin' On                  | 3:41 |
| 7.  | All I Have to Give                     | 4:38 |
| 8.  | Larger than Life                       | 4:04 |
| 9.  | I'll Never Break Your Heart            | 4:50 |
| 10. | The Call                               | 3:25 |
| 11. | Shape of My Heart                      | 3:52 |
| 12. | Get Down (You're the One for Me)       | 3:52 |
| 13. | Anywhere for You                       | 4:42 |
| 14. | The One                                | 3:48 |
| 15. | More than That                         | 3:43 |
| 16. | The Perfect Fan                        | 4:13 |

| 1.  | I Want It That Way                                 | 3:35 |
| 2.  | Everybody (Backstreet's Back) (Extended Version)   | 4:47 |
| 3.  | As Long as You Love Me                             | 3:34 |
| 4.  | Show Me the Meaning of Being Lonely                | 3:56 |
| 5.  | Quit Playing Games (with My Heart)                 | 3:55 |
| 6.  | We've Got It Goin' On                              | 3:41 |
| 7.  | All I Have to Give                                 | 4:38 |
| 8.  | Larger than Life                                   | 4:04 |
| 9.  | The Call                                           | 3:25 |
| 10. | Shape of My Heart                                  | 3:52 |
| 11. | The One                                            | 3:48 |
| 12. | More than That                                     | 3:43 |
| 13. | Drowning                                           | 4:27 |
| 14. | Nunca Te Haré Llorar (I'll Never Break Your Heart) | 4:50 |
| 15. | Donde Quieras Yo Iré (Anywhere for You)            | 4:42 |

| 1.  | I Want It That Way                                 | 3:35 |
| 2.  | Everybody (Backstreet's Back) (Extended Version)   | 4:47 |
| 3.  | As Long as You Love Me                             | 3:34 |
| 4.  | Show Me the Meaning of Being Lonely                | 3:56 |
| 5.  | Quit Playing Games (with My Heart)                 | 3:55 |
| 6.  | We've Got It Goin' On                              | 3:41 |
| 7.  | All I Have to Give                                 | 4:38 |
| 8.  | Larger than Life                                   | 4:04 |
| 9.  | I'll Never Break Your Heart                        | 4:50 |
| 10. | The Call                                           | 3:25 |
| 11. | Shape of My Heart                                  | 3:52 |
| 12. | Get Down (You're the One for Me)                   | 3:53 |
| 13. | Anywhere for You                                   | 4:42 |
| 14. | The One                                            | 3:48 |
| 15. | More than That                                     | 3:43 |
| 16. | Drowning                                           | 4:27 |
| 17. | The Perfect Fan                                    | 4:13 |
| 18. | Nunca Te Haré Llorar (I'll Never Break Your Heart) | 4:50 |
| 19. | Donde Quieras Yo Iré (Anywhere for You)            | 4:42 |

| 1.  | I Want It That Way                               | 3:35 |
| 2.  | Everybody (Backstreet's Back) (Extended Version) | 4:47 |
| 3.  | As Long as You Love Me                           | 3:34 |
| 4.  | Show Me the Meaning of Being Lonely              | 3:56 |
| 5.  | Quit Playing Games (with My Heart)               | 3:55 |
| 6.  | All I Have to Give                               | 4:38 |
| 7.  | Larger than Life                                 | 4:04 |
| 8.  | Anywhere for You                                 | 4:42 |
| 9.  | Get Down (You're the One for Me)                 | 3:52 |
| 10. | I'll Never Break Your Heart                      | 4:50 |
| 11. | The Call                                         | 3:25 |
| 12. | Shape of My Heart                                | 3:52 |
| 13. | The One                                          | 3:48 |
| 14. | More than That                                   | 3:43 |
| 15. | Drowning                                         | 4:27 |
| 16. | The Perfect Fan                                  | 4:13 |

| 1.  | I Want It That Way                               | 3:35 |
| 2.  | Everybody (Backstreet's Back) (Extended Version) | 4:47 |
| 3.  | As Long as You Love Me                           | 3:34 |
| 4.  | Show Me the Meaning of Being Lonely              | 3:56 |
| 5.  | Quit Playing Games (with My Heart)               | 3:55 |
| 6.  | All I Have to Give                               | 4:38 |
| 7.  | Larger than Life                                 | 4:04 |
| 8.  | I'll Never Break Your Heart                      | 4:50 |
| 9.  | The Call                                         | 3:25 |
| 10. | Shape of My Heart                                | 3:52 |
| 11. | Get Down (You're the One for Me)                 | 3:52 |
| 12. | Anywhere for You                                 | 4:42 |
| 13. | The One                                          | 3:48 |
| 14. | More than That                                   | 3:43 |
| 15. | Drowning                                         | 4:27 |
| 16. | The Perfect Fan                                  | 4:13 |